# 안종필 자유언론상
안종필 자유언론상은 ‘꺾일지언정 부러지지 않는다’는 신념으로 자유언론실천운동에 헌신하다가 1980년 2월 옥중에서 얻은 병으로 세상을 떠난 동아투위 제2대 위원장 안종필 선생의 유지를 이어받고 기리기 위해 자유언론의 권리를 늘리는데 기여한 개인이나 단체에 줄 목적으로 1987년부터 제정, 시상하는 언론상이다.

## 역대 수상자
| 연도                | 수상자 | |
| ------------------- | --- | --- |
| 1987년 1회          | 김주언 한국일보 기자 | ‘보도지침’폭로 |
| 1988년 2회          | 부산일보 노동조합 | |
| 1989년 3회          | 권영길 언론노련 위원장 | |
| 1991년 4회          | 김중배 동아일보 전 편집국장                                                                                                | |
| 1993년 5회          | 문화방송 노동조합 | 공영방송 쟁취 파업투쟁 |
| 1994년 6회          | 한겨레신문 편집국 | |
| 1995년 7회          | 충청일보 이재준 보도국장과 보도국 사원 일동                                                                                | 충청일보 임광수 회장이 안병섭 안기부 외사국장을 사장으로 선임하자 사장 선임 철회를 요구하는 농성, 집단사표, 거리서명 진행한 끝에 17일 만에 사장 임명 철회 |
| 1996년 8회          | 최문순 前MBC노동조합위원장                                                                                                 | |
| 1997년 9회          | | |
| 1998년 10회         | 홍건표 AP통신 도쿄 특파원 심재훈 뉴욕타임즈 서울 특파원 정호상 아사히신문 서울 특파원 돈 오버도퍼 워싱턴포스트 서울 특파원 | 1974년 3월 통신사로는 유일하게 동아투위 소식을 송고하고 강제해산된 기자들이 가을까지 동아일보 사옥 앞에서 침묵시위 현장에도 들러 136번째 투위 멤버로 불리곤 했다.                                                                                            |
| 1999년 11회         | | |
| 2000년 12회         | | |
| 2001년 13회         | MBC TV '미디어 비평' (최용익 PD)                                                                                           | |
| 2002년 14회         | MBC 보도국 사회부 유상하ㆍ김재용 기자                                                                                      | 서해 교전의 배경 등을 심층 취재해 보도 |
| 2002년 14회(특별상) | 국민일보 사회부 사건팀(한민수,신창호,김재중,민태원,남혁상,김수정,이학준,강영수,이용훈기자)                                 | 한국 전쟁 당시 한국 군인 및 경찰에 의한 민간인 학살’,‘의문사 1호 최종길 교수 타살 특종’ 등 과거사 복원 작업 |
| 2003년 15회         | KBS 1TV `한국사회를 말한다' 제작진(책임PD 황용호)                                                                          | "`8ㆍ15기획-일제하 민족언론을 해부한다'를 대표작으로 해서 지금까지 방송된 편들을 모두 포괄한 `한국사회를 말한다'를 수상작으로 선정 |
| 2004년 16회         | 오마이뉴스 | |
| 2004년 16회(특별상) | MBC가 제작한 '2004 이제는 말할 수 있다'(정길화 PD)                                                                         | '79년 10월, 김재규는 왜 쏘았는가'(연출 장형원), '독립투쟁의 대부 홍암 나철'(연출 박정근),'만주의 친일파'(연출 정길화), '72년 7월 4일 박정희와 김일성'(연출 이채훈), '한국전쟁과 포로 1, 2, 3부작'(연출 김환균) 등 2∼4월에 6편, 6∼8월에 7편 등 분리해 총 13편 |
| 2005년 17회         | 손석춘 <한겨레> 비상임 논설위원                                                                                            | 족벌수구언론들이 현실을 왜곡해 우리 사회의 민주적 발전과 공동체적 통합을 저해하고 남북 갈등을 부추기며 통일운동에 제동을 걸때마다 명징하고 예리한 논리로 이를 통박해 왔다"며 "편집권 수호와 언론개혁을 위해 일신의 안위를 돌보지 않는 용기있는 태도          |
| 2005년 17회(특별상) | 민족문제연구소(소장 임헌영)                                                                                                | 친일인명사전편찬 |
| 2006년 18회         | 시사저널 기자 일동 | 삼성 관련 기사 삭제로 ’편집권 및 독립언론 수호 투쟁‘ |
| 2007년 19회         | KBS '미디어포커스' | |
| 2007년 19회(특별상) | 신학림 전 전국언론노조 위원장                                                                                              | |
| 2008년 20회         | 경향신문 편집국 | 어려운 경영여건 속에서도 권력과 자본의 횡포로부터 자유로운 독립언론의 기틀을 다지고 진보적 정론으로 자리매김하기 위해 분투 |
| 2008년 20회(특별상) | 전국언론노조 YTN지부 | |
| 2008년 20회(특별상) | 나우콤의 인터넷 개인방송 서비스 아프리카                                                                                   | |
| 2009년 21회         | 최상재 전국언론노동조합 위원장 ‘언론소비자주권 국민캠페인’                                                                 | |
| 2010년 22회         | 최승호 MBC <PD수첩> PD | 4대강 사업의 문제점을 밝혀내면서 방송 내용을 훼손하려는 저의를 갖고 있었음이 분명한 경영진의 압력을 물리침으로써 자유언론의 원칙을 지켜다 |
| 2011년 23회         | <시사IN> 편집국 | <시사IN> 편집국은 지난해 10월부터 올해 11월까지 시민의 편에 서서, 시민의 눈으로 정치 경제 교육 노동 복지 남북문제 국제정치 등을 둘러싸고 일어나는 각종 주요 주간 시사 문제들의 큰 흐름을 다룸으로써 대중성을 획득해내고 있다                                 |
| 2012년 24회         | 해직언론인들이 제작하는 팟캐스트 방송〈뉴스타파〉 제작진                                                                   | ‘민간인 불법사찰’, ‘삼성 반도체 백혈병’, ‘장악된 MBC’ 등 공영방송 등 주류 언론에서 외면하는 이슈를 비판하고 권력을 감시하며 저널리즘의 본분을 실현 |
| 2013년 25회         | 정환봉 <한겨레> 기자 | 국가정보원의 대선 개입 의혹에 대하여 경찰의 소극적 수사와 국정원의 은폐 공작으로 영원히 묻힐 뻔했던 진실을 밝혀내는 데 큰 역할 |
| 2014년 26회         | 문창극 총리 후보자에 대한 KBS 인사검증팀(이병도 김연주 기자 등)                                                            | 문창극 국무총리 후보자의 교회강연 발언을 보도 |
| 2015년 27회         | 미디어 오늘 | 금년 창간 20주년을 맞기까지 "자유언론의 정도를 지향하기 위하여 고군분투"하였으며, "특히 올해는 창간기념 행사의 일환으로 '언론의 미래'라는 주제로 세미나를 여는 등 독립언론의 역할을 충실하게 펼친 점을 높이 평가                                             |
| 2016년 28회         | 뉴스타파 <훈장과 권력> 제작팀                                                                                              | 대한민국 서훈 72만 건을 분석해 훈장의 어두운 진실을 속속들이 파헤쳤다 |
| 2016년 28회         | 특별상: 중앙일보 권석천 논설위원                                                                                           | ‘한국 사회의 거악과 부조리, 부정의를 일관되게 고발하는 칼럼’을 써온 게 평가받았다 |
| 2017년 29회         | 전국언론노동조합 KBS·MBC본부                                                                                               | 공정방송 쟁취를 위해 파업 |
| 2017년 29회         | 특별상: 김민식 MBC 드라마 PD, 이용마 MBC 해직 기자                                                                         | |
| 2018년 30회         | MBC 'PD수첩'의 조계종 2부작, "큰 스님에게 묻습니다", 강지웅 부장, 박건식, 한학수, 강효임 PD, 정재홍 작가                   | |
| 2018년 30회         | 특별상: 박진수 전 전국언론노조 YTN 지부장                                                                                  | |
| 2019년 31회         | KBS <저널리즘 토크쇼 J> 제작진                                                                                             | ‘뉴스는 누구의 돈으로 만들어지는가’(6/9), ‘검찰과 언론의 공생, 알 권리라는 핑계’(9/23) 등의 프로그램으로 저널리즘 본령을 위한 생산적 비평을 보여줌 |
| 2019년 31회         | 특별상 : 한상진 <뉴스타파> 기자                                                                                            | ‘전두환 프로젝트’, ‘박수환 문자’, ‘윤석열 2012년 녹음파일’ 등의 보도를 통해 진실 추구라는 저널리즘 원칙을 충실히 지킴 |